# 新潮座
新潮座（しんちょうざ）は、かつて存在した日本の劇団である。1926年（大正15年）、山口俊雄らが大阪で結成した。1929年（昭和4年）には「新潮劇」（しんちょうげき）と改称した。

## 略歴・概要
1926年（大正15年）、松竹取締役の白井信太郎の肝いりで、剣劇を中心とした劇団として設立された。旗揚げ公演は京都座で行われたが、本拠地は「道頓堀五座」の1つ、弁天座である。
1927年（昭和2年）1月には、角座で『権八の生涯』を上演したときのレヴューが、『芝居とキネマ』第4巻第1号（大阪毎日新聞社、現在の毎日新聞社）に掲載されている。同劇団は、1928年（昭和3年）3月、牧野省三のマキノ・プロダクションと提携して、山口が2本のサイレント映画に主演した。このとき、同劇団からは、原健作（のちの原健策）、福岡君子、三好栄子が出演した。その翌4月には山口が同劇団を脱退、同プロダクションに入社している。さらに翌5月には山口は同プロダクションを退社、山口俊雄プロダクションを設立している。1929年（昭和4年）2月に発行された『劇』第7巻第2号（国際情報社）には、『大阪浪花座の淡海と辨天座の新潮座』として、浪花座に本拠地を構えた志賀廼家淡海一座と比較した記事が掲載された。

## 所属俳優
- 山口俊雄 （1926年）
- 小金井勝 [7]
- 小笠原茂夫 [3]
- 三益愛子 （1927年）
- 原健作 [5]
- 福岡君子 [5]
- 三好栄子 [5]
- 吉田豊作 [8]
- 常盤操子 [9]
- 小川隆 [10]
- 進藤英太郎 [11]
- 浪花千栄子 （1928年）[12]
- 金剛麗子 [13]

## フィルモグラフィ
同劇団が、マキノ・プロダクションと提携して製作・公開された映画は、下記の2作、いずれもサイレント映画である。いずれも東京国立近代美術館フィルムセンター（NFC）、マツダ映画社所蔵等では、上映用プリント・ネガフィルムの類は所蔵しておらず、現存していない。
- 『会津の小鉄』 : 監督吉野二郎、製作マキノプロダクション御室撮影所・新潮座、1928年3月28日公開
  - 出演 : 山口俊雄、福岡君子、吉田豊作、小笠原茂夫、守住菊子
- 『仇討殉情録』 : 監督マキノ正博、製作マキノプロダクション御室撮影所・新潮座、1928年4月9日公開
  - 出演 : 山口俊雄、小笠原茂夫、マキノ智子、尾上松緑